# Президентские выборы в Экваториальной Гвинее (2016)
Президентские выборы в Экваториальной Гвинее проходили 24 апреля 2016 года. Выборы должны были проводиться в ноябре, но были перенесены на семь месяцев раньше. Президент Теодоро Обианг Нгема Мбасого, правящий в стране с 1979 года, получил 93,7 % голосов и был переизбран. Хотя кроме Обианга свои кандидатуры выдвинули ещё шесть человек, все основные оппозиционные партии бойкотировали выборы.

## Избирательная система
Президент Экваториальной Гвинеи избирается относительным большинством голосов по мажоритарной системе. После проведённого в 2011 году конституционного референдума президент ограничен двумя сроками по 7 лет, при этом было снято ограничение по возрасту. Кроме этого, был введён пост вице-президента, который автоматически получает полномочия президента в случае смерти последнего.

## Результаты
Правительство объявило 28 апреля 2016 года, что Обианг победил на выборах, получив подавляющее число голосов, как и ожидалось. 20 мая 2016 года в Малабо прошла церемония инаугурации.
| Кандидат                                                                                        | Партия                                  | Голосов | %     |
| ----------------------------------------------------------------------------------------------- | --------------------------------------- | ------- | ----- |
| Теодоро Обианг Нгема Мбасого                                                                    | Демократическая партия                  | 271 177 | 93,53 |
| Авелино Мокаче Мехенга                                                                          | Правоцентристский союз                  | 4556    | 1,57  |
| Буэнавентура Монсуи Асуму                                                                       | Партия социал-демократической коалиции  | 4417    | 1,52  |
| Бенедикто Обиан Манге                                                                           | Независимый                             | 2802    | 0,97  |
| Кармело Мба Бакале                                                                              | Народное действие Экваториальной Гвинеи | 2415    | 0,83  |
| Агюстин Масоко Абеге                                                                            | Независимый                             | 2412    | 0,83  |
| Томас Мба Монабанг                                                                              | Независимый                             | 2154    | 0,74  |
| Недействительных/пустых бюллетеней                                                              | Недействительных/пустых бюллетеней      | 11 864  | 3,93  |
| Всего                                                                                           | Всего                                   | 301 797 | 100   |
| Проголосовавших избирателей/Явка                                                                | Проголосовавших избирателей/Явка        | 325 548 | 92,70 |
| Источник: Правительство Экваториальной Гвинеи. Архивная копия от 1 июля 2016 на Wayback Machine |                                         |         |       |